# Tyrick Mitchell
Tyrick Mitchell (Brent, 1 de septiembre de 1999) es un futbolista británico que juega en la demarcación de defensa en el Crystal Palace F. C. de la Premier League.

## Biografía
Tras formarse como futbolista en las categorías inferiores del Crystal Palace F. C., finalmente el 4 de julio de 2020 debutó con el primer equipo en la Premier League contra el Leicester City F. C. El encuentro finalizó con un resultado de 3-0 en contra del conjunto londinense tras los goles de Kelechi Iheanacho y un doblete de Jamie Vardy.

## Selección nacional
El 26 de marzo de 2022 debutó con la selección de Inglaterra en un amistoso que ganaron por dos goles a uno a Suiza.

## Clubes
Actualizado al último partido disputado el 10 de agosto de 2025.
| Club                 | País       | Año   | Partidos | Goles |
| -------------------- | ---------- | ----- | -------- | ----- |
| Crystal Palace F. C. | Inglaterra | 2020- | 190      | 3     |

## Palmarés

### Títulos nacionales
| Título           | Club                 | País       | Año  |
| ---------------- | -------------------- | ---------- | ---- |
| FA Cup           | Crystal Palace F. C. | Inglaterra | 2025 |
| Community Shield | Crystal Palace F. C. | Inglaterra | 2025 |